# Claoxylon rubescens
Claoxylon rubescens är en törelväxtart som beskrevs av Friedrich Anton Wilhelm Miquel. Claoxylon rubescens ingår i släktet Claoxylon och familjen törelväxter. Inga underarter finns listade i Catalogue of Life.